# Rudolf Usinger (Landrat)
Rudolf Usinger (* 31. Oktober 1882 in Hofheim am Taunus; † 10. August 1937 in Berlin) war ein deutscher Verwaltungsjurist.
Usinger war der Sohn des Distriktarztes Karl Usinger. Er war mit Ottilie Brakhues verheiratet. Er besuchte von Frühjahr 1893 bis 1902 das Gymnasium Mainz, wo er auch das Abitur ablegte. Danach studierte er Rechts- und Staatswissenschaften in Marburg und Genf. Im Mai 1906 legte er das erste juristische Staatsexamen ab und wurde dann Referendar unter anderem beim Oberlandesgericht Kassel. Ende 1910 legte er die Große Staatsprüfung in Berlin ab. Ab dem 28. Dezember 1910 war er Gerichtsassessor und war bei der Staatsanwaltschaft Wiesbaden und Limburg und ab Mai 1914 bei der Staatsanwaltschaft Köln tätig. 1915 gab er diese Anstellung krankheitsbedingt ab und arbeitete soweit möglich in Betrieben der Kriegsindustrie. Am 4. November 1919 wurde er in Marburg zum Dr. jur. promoviert.
Usinger stand politisch der DDP nahe. Er war Mitglied des Kreistags und Kreisdeputierter im Rheingaukreis. Am 12. Juni 1922 wurde er nach vollständiger Gesundung wieder in den Staatsdienst übernommen und zur Regierung in Kassel abgeordnet. Am 26. September 1922 wurde er vertretungsweise, am 17. Oktober 1922 kommissarisch und am 9. Februar 1923 definitiv Landrat im Kreis Fritzlar. 1925 bis Ende Juni 1933 war er Landrat im Kreis Jüterbog-Luckenwalde und saß zeitweise im Aufsichtsrat einer Gesellschaft. Sein Nachfolger hier wurde Friedrich Wilhelm Hirz, der als Novum zugleich Kreisleiter der NSDAP war.
Am 5. Mai 1933 wurde er Regierungsvizepräsident in Frankfurt an der Oder und 1936 trat er in den Ruhestand.